# Guram Kasjia
Guram Kasjia (georgiska: გურამ კაშია) född 4 juli 1987 i Tbilisi, är en georgisk fotbollsspelare som spelar för Slovan Bratislava. Han har tidigare spelat för bland annat nederländska Vitesse Arnhem och amerikanska San Jose Earthquakes.
Kasjia spelar även för Georgiens herrlandslag i fotboll, för vilka han har gjort över hundra landskamper. Han gjorde sin debut den 1 april 2009. Kasjias äldre bror, Sjota, är även han fotbollsspelare.